# Kyle Bradley
Kyle Bradley (* 14. Februar 1999 in Helensburgh) ist ein schottischer Fußballspieler, der bei den Glasgow Rangers unter Vertrag steht.

## Karriere
Kyle Bradley kam im Jahr 2016 zu den Glasgow Rangers. Als Teil der U-20-Mannschaft des Vereins unterschrieb er im März 2017 einen Profivertrag bei den Rangers. Am letzten Spieltag der Saison 2016/17 gab er sein Profidebüt gegen den FC St. Johnstone als er in der 85. Minute für Martyn Waghorn eingewechselt wurde.